# Cuoiopelli Cappiano Romaiano 2005-2006
Questa voce raccoglie le informazioni riguardanti il Cuoiopelli Cappiano Romaiano nelle competizioni ufficiali della stagione 2005-2006.

## Rosa
| N. |                   | Ruolo | Calciatore             |
| -- | ----------------- | ----- | ---------------------- |
|    | Italia (bandiera) | D     | Michele Antoniacci     |
|    | Italia (bandiera) | C     | Matteo Caciagli        |
|    | Italia (bandiera) | C     | Samuele Ceciarini      |
|    | Italia (bandiera) | C     | Davide Collini         |
|    | Italia (bandiera) | C     | Andrea Doardo          |
|    | Italia (bandiera) | D     | Luca Fiuzzi            |
|    | Italia (bandiera) | C     | Michele Fusi           |
|    | Italia (bandiera) | D     | Luca Garbini           |
|    | Italia (bandiera) | D     | Gabriele Gemignani     |
|    | Italia (bandiera) | A     | Desmon Wallace Giraldi |
|    | Italia (bandiera) | A     | Jonathan Granito       |

| N. |                   | Ruolo | Calciatore         |
| -- | ----------------- | ----- | ------------------ |
|    | Italia (bandiera) | A     | Ivan Graziani      |
|    | Italia (bandiera) | P     | Simone Marianelli  |
|    | Italia (bandiera) | D     | Emanuel Michelotti |
|    | Italia (bandiera) | C     | Damiano Mitra      |
|    | Italia (bandiera) | A     | Riccardo Musetti   |
|    | Italia (bandiera) | P     | Stefano Pardini    |
|    | Italia (bandiera) | C     | Alberto Rebecca    |
|    | Italia (bandiera) | C     | Davide Ruscitti    |
|    | Grecia (bandiera) | A     | Ilias Sapanis      |
|    | Italia (bandiera) | D     | Federico Vettori   |